# Nyköpings Sankt Nicolai distrikt
Nyköpings Sankt Nicolai distrikt är ett distrikt i Nyköpings kommun och Södermanlands län. 
Distriktet ligger i västra och väster och söder om Nyköping. 

## Tidigare administrativ tillhörighet
Distriktet inrättades 2016 och utgörs av en del av området som till 1971 utgjorde Nyköpings stad som också omfattade en del av området som före 1950 utgjorde Sankt Nicolai socken.
Området motsvarar den omfattning Nyköpings Sankt Nicolai församling hade 1999/2000 och fick 1953, när Nyköpings västra församling och Nikolai församling gick samman.